# Express Bank
Express Bank som er en internetbaseret bank, er et brand under Ekspres Bank A/S, der ejes af BNP Paribas Personal Finance. Express Bank blev etableret på det danske marked i 1987 og opstod som et samarbejde mellem Handelsbanken og Dansk Supermarked. Express Bank har før gået under navnet HandelsFinans og var tidligere en del af Danske Bank.
Banken meddelte i januar 2024 at den vil indstille sine aktiviteter i Danmark, Norge og Sverige. Hvornår lukningen sker er ikke besluttet.
Express Bank specialiserer sig i lån og kreditter til private samt finansieringsløsninger til samarbejdspartnere. Nogle af bankens samarbejdspartnere i Danmark er: POWER, JYSK, BILKA, ILVA, Louis Nielsen og Thansen.dk. 
Banken har cirka 200 ansatte fordelt i Danmark, Norge og Sverige. Hovedkontoret ligger i Taastrup. I Norge tilbyder banken lån under navnet Express Bank og i Sverige under navnet Sevenday Bank. 